# Nguyễn Thùy Linh
Nguyễn Thùy Linh (* 20. November 1997 in Phú Thọ) ist eine vietnamesische Badmintonspielerin.

## Karriere
Nguyễn Thùy Linh siegte 2016 bei den Nepal International. 2017 war sie bei den Mongolia International, Laos International und Italian International erfolgreich, 2018 und 2019 bei den Bangladesh International. 2021 qualifizierte sie sich für die Olympischen Sommerspiele des gleichen Jahres, schied dort jedoch in der Vorrunde aus.

## Sportliche Erfolge
| Saison | Veranstaltung                     | Disziplin | Platz | Name             |
| ------ | --------------------------------- | --------- | ----- | ---------------- |
| 2014   | Vietnam International Series 2014 | WS        | 3     | Nguyễn Thùy Linh |
| 2016   | Nepal International 2016          | WS        | 1     | Nguyễn Thùy Linh |
| 2016   | St. Petersburg White Nights 2016  | WS        | 3     | Nguyễn Thùy Linh |
| 2017   | Mongolia International 2017       | WS        | 1     | Nguyễn Thùy Linh |
| 2017   | Laos International 2017           | WS        | 1     | Nguyễn Thùy Linh |
| 2017   | Italian International 2017        | WS        | 1     | Nguyễn Thùy Linh |
| 2017   | Vietnam International 2017        | WS        | 3     | Nguyễn Thùy Linh |
| 2018   | Juniorenweltmeisterschaft 2018    | WS        | 9     | Nguyễn Thùy Linh |
| 2018   | Bangladesh International 2018     | WS        | 1     | Nguyễn Thùy Linh |
| 2018   | Vietnam International 2018        | WS        | 3     | Nguyễn Thùy Linh |
| 2019   | Bangladesh International 2019     | WS        | 1     | Nguyễn Thùy Linh |
| 2020   | Austrian International 2020       | WS        | 2     | Nguyễn Thùy Linh |
| 2021   | Olympische Spiele 2020            | WS        | 15    | Nguyễn Thùy Linh |
| 2022   | Bendigo International 2022        | WS        | 2     | Nguyễn Thùy Linh |
| 2022   | Vietnam International Series      | WS        | 1     | Nguyễn Thùy Linh |